# カン・ユジョン
カン・ユジョン（Kang Yu-Jeong、1996年8月2日 - ）は大韓民国出身の柔道選手。階級は48kg級。

## 人物
2013年のアジアユース48kg級で優勝した。2015年のアジア選手権では3位だった。2017年のアジア選手権でも3位だったが、グランプリ・フフホトでIJFワールド柔道ツアー初優勝を飾った。2018年のグランドスラム・パリでは決勝でウクライナのダリア・ビロディドと対戦すると、背負投で技ありを先取しながら崩上四方固で逆転負けを喫した。世界選手権では3回戦で渡名喜風南に崩袈裟固で敗れた。2019年のグランドスラム・デュッセルドルフでも決勝で渡名喜に引込返で敗れて2位だった。2021年7月に日本武道館で開催された東京オリンピックでは丸坊主で出場するも、初戦でスロベニアの選手に一本負けを喫した。

## 主な戦績
- 2013年 - アジアユース　優勝
- 2015年 - アジア選手権　3位
- 2015年 - グランプリ・ウランバートル　2位
- 2015年 - グランドスラム・東京　7位
- 2017年 - アジア選手権　3位
- 2017年 - グランプリ・フフホト　優勝
- 2017年 - グランドスラム・東京　5位
- 2018年 - グランドスラム・パリ　2位
- 2018年 - グランプリ・フフホト　2位
- 2018年 - グランドスラム・大阪　5位
- 2019年 - グランドスラム・デュッセルドルフ　2位
- 2019年 - グランプリ・アンタルヤ　3位

(出典)